# Sposerò Simon Le Bon (romanzo)
Sposerò Simon Le Bon: Confessioni di una sedicenne innamorata persa dei Duran Duran è il primo romanzo di Clizia Gurrado, pubblicato nel 1985, quando l'autrice aveva solo 16 anni. L'autrice, figlia del giornalista Lello Gurrado, era una studentessa del Liceo Berchet di Milano. All'epoca questo fu un libro cult. Di lei e del suo libro si occuparono molto la televisione e la stampa italiana.
Il romanzo narra la storia della sedicenne Clizia, fan sfegatata dei Duran Duran e in particolare del suo leader Simon Le Bon, primo vero caso letterario di best seller scritto da una teenager. Nato come diario di classe, il manoscritto venne lasciato nella portineria dell'Editrice Piccoli vicino al liceo dell'autrice, il Berchet, e fu il successo letterario dell'anno.
Viene considerato, in Italia, l'antesignano dei libri di scrittori giovanissimi, diventati best seller dell'anno, come nel 1989 Volevo i pantaloni di Lara Cardella, nel 1994 Jack Frusciante è uscito dal gruppo di Enrico Brizzi e nel 2003 100 colpi di spazzola prima di andare a dormire di Melissa Panarello. Dal romanzo fu tratto l'omonimo film; risulta un libro raro e ricercato.

## Edizioni
- Clizia Gurrado, Sposerò Simon Le Bon, Editrice Piccoli, 1985,  p. 121, ISBN non presente (Allegato a Videomusic).